# Каталонський початок
Каталонський початок — шаховий дебют, що починається ходами:
1. d2-d4 Kg8-f6 

2. c2-c4 e7-e6 

3. g2-g3 d7-d5 

4. Cf1-g2 

За класифікацією, є закритим початком.

## Варіанти
- 4. … c7-c6
- 4. … d5:c4 - відкрита система
- 4. … Cf8-e7 - закрита система

## Походження назви
Дебют отримав свою назву завдяки турніру 1929 року у Барселоні, Іспанія (Каталонія), де був застосований Тартаковером.